# نورثروب دلتا
نورثروب دلتا  (بالإنجليزية: Northrop Delta)‏ هي طائرة نقل ركاب، أحادية السطح وبمحرك واحد. أنتجت في الولايات المتحدة. من صناعة نورثروب. كانت تستخدم بشكل أساسي من قبل سلاح الجو الملكي الكندي. كان أول طيران لها في 1933. دخلت الخدمة في 1933، صنع منها 32 طائرة.